# Iosif Rabinowicz
Iosif Dawidowicz Rabinowicz (ros. Ио́сиф Дави́дович Рабино́вич; hebr. ‏יוסף רבינוביץ‎, Josef Rabbinowic; ur. 11 września?/23 września 1837 w Rezinie, zm. 5 maja?/17 maja 1899 w Kiszyniowie) – żydowski publicysta i działacz społeczny, działacz syjonistyczny, aktywny protestancki kaznodzieja, założyciel pierwszej w Rosji judeochrześcijańskiej Gminy „Izraelitów Nowego Przymierza”. Przez żydów mesjanistycznych z obszaru byłego Związku Radzieckiego uważany za prekursora judaizmu mesjanistycznego.

## Życiorys
Iosif Rabinowicz urodził się w 1837 roku w ówczesnym Imperium Rosyjskim, w guberni besarabskiej, ujeździe sorockim, w mieście Rezina, położonym na prawym brzegu Dniestru (aktualnie centrum administracyjne rejonu Rezina Republiki Mołdawii). Jego ojciec, Dawid syn Efraima, był wnukiem orgiejowskiego rabina Wolfa Rabinowicza. Matka, Ester Sara Neta, pochodziła z rodziny rezińskich chasydów.
We wczesnym dzieciństwie, po śmierci matki, Iosif Rabinowicz mieszkał w domu swojego dziadka (po linii matki), reb Natana Nety (ucznia chasydzkiego cadyka, rebe Jakoba Szimszona ze Szpetówki). Rabinowicz w domu dziadka otrzymał staranne religijne wychowanie, uczył się Miszny, Gemary, komentarzy Rasziego, w wieku 6 lat znał na pamięć całą Pieśń nad pieśniami. Został, jak dziadek, chasydem raszkowskiego rebego – Rabiego Zalmana z Raszkowa. W roku 1848, w wieku 11 lat, Rabinowicz opuścił Rezinę i zamieszkał z babcią (po ojcowskiej linii) Riwką w Orgiejowie. Tu kontynuował naukę z prywatnym nauczycielem Iosiem Kiwowiczem (zwolennikiem berszadzkiego chasyda, cadyka rebe Rafaela). Rabinowicz w Orgiejowie rozpoczął studium średniowiecznego mistycyzmu żydowskiego (Kabały).
Gdy skończył 16 lat, pod wpływem modernistycznej literatury (głównie w j. hebrajskim) zaczął przyjmować nowe, bardziej racjonalistyczne, poglądy i interpretacje, które stopniowo zastępowały światopogląd wpajany przez rabinów. W tym czasie po raz pierwszy zainteresował się chrześcijaństwem. Stało się to po otrzymaniu od kolegi, Jechiela Zebiego Herschensohna, Nowego Testamentu w hebrajskim tłumaczeniu. Pod wpływem Nowego Testamentu i rozmów z Herschensohnem (który przedstawił Kabałę i Zohar jako przeszkody w prawidłowym rozumieniu Pism i Proroków), Rabinowicz postanowił odejść od chasydzkiego mistycyzmu. Po opuszczeniu swojego nauczyciela i Orgiejowia, przeprowadził się do domu ojca w miejscowości Maşcăuţi (Rejon Criuleni) i całkowicie poświęcił się badaniu żydowskiej filozofii. W swoich badaniach skupił się na pismach żydowskich myślicieli takich jak Mojżesz Majmonides, Josef Albo, Gaon (przeciwnik chasydyzmu).
W 1856 roku Rabinowicz ożenił się z Gołdą Goldenberg, po ślubie osiedli w Orgiejowie w domu ojca Gołdy, Daniela Goldenberga. W Orgiejowie Rabinowicz odnowił kontakt z Herschensohnem, zaś po 1,5 roku mieszkania z teściem, dzięki posagowi żony otworzył mały sklep detaliczny. W 1859 w wyniku pożaru spłonęło 66 domów, w tym sklep Rabinowicza. Pożar pozbawił Rabinowicza majątku i źródła utrzymania. Mając dobre przygotowanie prawnicze Rabinowicz zajął się praktyką prawniczą. W tym samym czasie rozpoczął publikacje w żydowskiej prasie, otworzył szkołę żydowską, w której uczono Tory i Talmudu (w językach rosyjskim i hebrajskim). Został również członkiem „Stowarzyszenia na rzecz upowszechniania edukacji wśród Żydów w Rosji”. Po zebraniu środków finansowych w 1866 roku otworzył dużą hurtownię herbaty i cukru. Przedsiębiorstwo obejmowało swoim zasięgiem cały Rejon Orgiejów, do rady którego w 1869 roku został wybrany radnym (jako jedyny Żyd). Jednak po aktach przemocy wobec Żydów w Odessie, Rabinowicz przeżył rozczarowanie wobec ruchu oświeceniowego i emancypacji. W 1871 roku sprzedał swoje przedsiębiorstwo w Odessie, po czym z żoną, czterema córkami i synem przeniósł się do Kiszyniowa. W 1873 roku kupił ziemię, na której pobudował dom. Na życie duchowe Rabinowicza, w tym czasie, duży wpływ miała śmierć młodszej córki, która zmarła w wyniku epidemii cholery w 1872 roku.
W tym czasie Aleksander Cederbaum, który przeniósł gazetę «Ha-Melic» z Odessy do Sankt-Petersburga, złożył Rabinowiczowi propozycję zostania stałym korespondentem w Kiszyniowie. W 1878 roku napisał, w duchu oświeceniowym (Haskala), serię artykułów popierających rozwój żydowskiego wykształcenia, jako warunek niezbędny do poprawienia sytuacji ekonomicznej Żydów. W artykule opublikowanym w «Ha-Boker Or» (Poranne Światło) wezwał do przyuczania i nakłaniania Żydów, od najwcześniejszych lat życia, do pracy w rolnictwie. Wspólnie z dr Levintonem stworzył ruch wspierania żydowskiej biedoty w edukacji, zarówno dotyczącej upraw roli, jak i życia synagogalnego.
Na początku lat 80. XIX wieku, pod wpływem pogromów na ludności żydowskiej, Rabinowicz odwiedził Palestynę w celu założenia żydowskiej kolonii rolniczej. Na miejscu spotkał się jednak z biedą społeczności żydowskiej, co zmniejszyło jego zapał w rozwoju osadnictwa. W roku 1882, w trakcie wizyty w Jerozolimie doszedł do wniosku, że jedynym sposobem na rozwiązanie kwestii żydowskiej jest nawrócenie się Żydów na chrześcijaństwo. Do Besarabii Rabinowicz wrócił z ideą stworzenia narodowej judeochrześcijańskiej wspólnoty religijnej na terenie południowej Rosji.
Po powrocie do Kiszyniowa w 1883 roku, Rabinowicz opublikował hebrajskojęzyczny katechizm nowej doktryny „Trzynaście tez wiary” (w analogii do „Trzynastu Zasad Wiary” Majmonidesa). W swoim dziele Rabinowicz połączył podstawy wiary chrześcijańskiej z tradycyjnymi żydowskimi zwyczajami. Równocześnie zajął się tworzeniem pierwszej społeczności judeochrześcijańskiej w Imperium Rosyjskim. Na potrzeby nowej społeczności ułożył modlitewnik (Sidur) oraz Hagadę z uwzględnieniem kontekstu Nowego Testamentu. Celem tych działań było stworzenie nowego rodzaju judaizmu, zbliżonego do wczesnego chrześcijaństwa.
24 grudnia 1884 roku, za zgodą Ministerstwa Spraw Wewnętrznych, które wydało zgodę na otwarcie nowej żydowskiej synagogi, Rabinowicz otworzył w Kiszyniowie judeochrześcijański dom modlitwy, w którym liturgia prowadzona była w języku hebrajskim. W ciągu kilku miesięcy stworzył autorski harmonogram liturgii Szabatowej, łącząc elementy żydowskie i chrześcijańskie. Rabinowicz cały szukał definicji wiary i tożsamości nowego wyznania, wynikiem tego była kilkukrotna zmiana nazwy kiszyniowskiej społeczności. Ostateczną nazwą została: „Bnei Israel / B’nai B’rith Chadasha” – „Dzieci Izraela / Dzieci Nowego Przymierza”, zaś popularnie zwani byli jako „Izraelici Nowego Testamentu”.
24 marca 1885 roku Rabinowicz przyjął chrzest w Berlinie. Był to dla niego trudny krok wiary. Mimo akceptacji „Apostolskiego symbolu wiary” napisał dla siebie prywatną ceremonię twily (chrztu), którą przygotował w języku hebrajskim. W tym czasie rozpoczęły się protesty przeciwko jego pracy, zarówno ze strony żydowskiej, jak i chrześcijańskiej. Jednak już w roku 1887 nazwisko Iosifa Rabinowicza stało się sławne zarówno w Kiszyniowie, jak i poza jego rodzinnym miastem. Zaowocowało to licznymi zaproszeniami do innych krajów w celu przedstawienia nowej idei, jaką stawał się ruch mesjanistyczny.
W 1891 roku Iosifa Rabinowicza w Kiszyniowie odwiedził Charles Taze Russell, założyciel Badaczy Pisma Świętego. Rabinowicz był obeznany z Wykładami Pisma Świętego. W wyniku tego spotkania Rabinowicz na swój koszt i na własnej prasie wśród innych wydawnictw drukował i rozpowszechniał również traktaty biblijne Badaczy Pisma Świętego skierowane do Żydów. W czerwcu 1893 roku odwiedził C.T. Russella w Domu Biblijnym w Allegheny, przywożąc mu czcionkę drukarską z rosyjskim alfabetem. Podjął się również nadzorowania i sprawdzenia tłumaczenia na język rosyjski czterech tomów Wykładów Pisma Świętego oraz śpiewnika Badaczy Pisma Świętego.
17 maja 1899 roku Rabinowicz zmarł w swoim rodzinnym mieście na malarię. Na jego nagrobku wygrawerowano napis: „Izraelita, który wierzył w Boga i Jego Pomazańca Jezusa z Nazaretu, Króla Żydowskiego. Josef, syn Dawida, Rabinowicz”.

## Dziedzictwo
W czasie I wojny światowej społeczność założona przez Rabinowicza przestała istnieć. Jednak idea, którą zapoczątkował zaowocowała w 1925 roku, gdy powstał Międzynarodowy Alians Chrześcijan-Żydów. Przed II wojną światową, alians obejmował 12 sojuszy z różnych krajów. Według Sir Leona Levinsona, który został wybrany pierwszym prezydentem w sojuszu, w 1927 roku liczba żydowskich wierzących na całym świecie liczyła około 97 000, z czego: w Austrii – 17 000, w Polsce – 35 000, w Rosji – 60 000, w Stanach Zjednoczonych i Kanadzie ponad 30 000 i Wielkiej Brytanii – 5000.
Jedną z osób wspierających Rabinowicza oraz głoszenie ewangelii wśród Żydów był Dwight L. Moody (1837–1899). W 1923 roku Instytut Biblijny Moody’ego otworzył specjalny departament dedykowany przygotowaniom misjonarzy do misji wśród Żydów.